# Olof Windahl
Olof Windahl, född 20 mars 1946 i Nyköpings västra församling i Södermanlands län, död 14 januari 2003 i Lidingö församling i Stockholms län, var en svensk journalist och författare.
Windahl var son till bankdirektören Sigurd Windahl och Märta Anderberg. Efter studentexamen 1964 bedrev han universitetsstudier och tog journalistexamen 1970. Han genomgick också en utbildning vid Dramatiska institutet 1971–1972. Han verkade som kritiker i Metallarbetaren samt ingick i redaktionerna för Nuskrift och Konflikt i början av 1970-talet. Senare var han verksam som förlagsredaktör. 1970 författardebuterade han med diktsamlingen En klirrande trängsel, följt av novellsamlingen Konstfiberkvinnan (1971), romanen Det finns mycket (1974), Ersättaren: ett äventyr (1976), romanen Den andra trappan (1980) och Hedersknyffel (1989).
Olof Windahl var 1971–1975 gift med Ingrid Karlsson (född 1944) och 1999 med förlagsredaktören Gunilla Lyckow Windahl, ogift Ejerhed (född 1938). Han är gravsatt på Vilokullen på Lidingö kyrkogård.